# Carey (Lied)

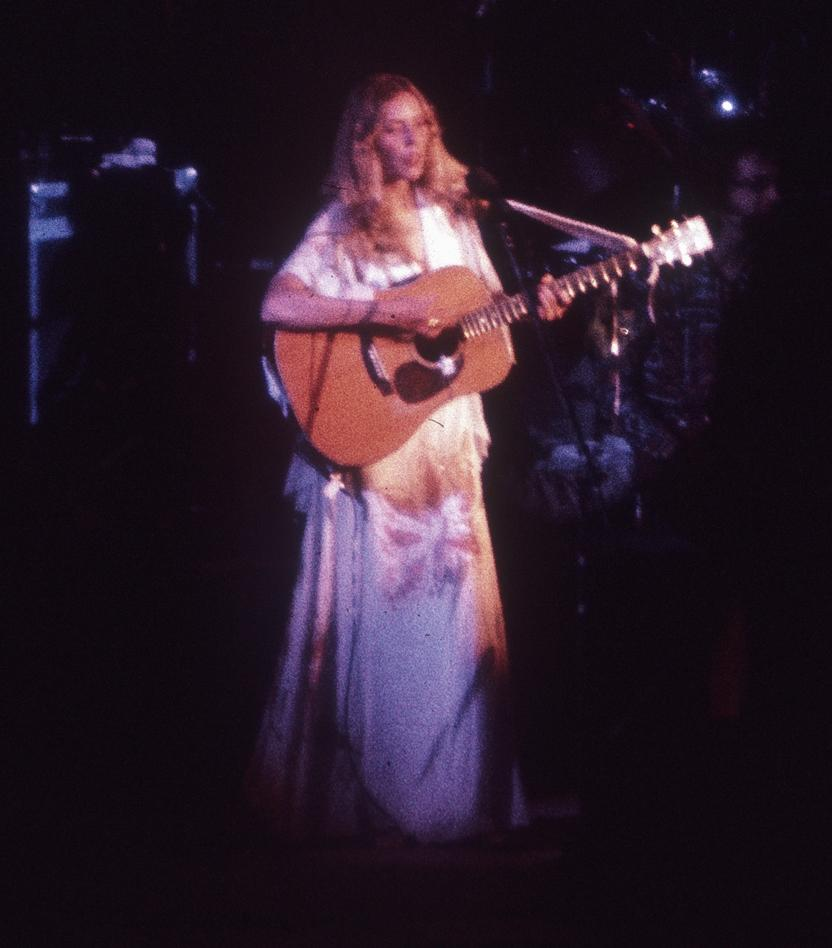
Joni Mitchell, 1974

Carey ist ein Lied aus dem 1971 erschienenen Album Blue von Joni Mitchell. Inspiriert wurde es von ihrer Zeit mit Cary Raditz, die sie mit einer in Höhlen lebenden Hippie-Gemeinschaft in Matala auf der griechischen Insel Kreta verbrachte.

## Hintergrund
Anfang 1970 war Mitchells Beziehung zu Graham Nash gerade zu Ende gegangen, und sie beschloss, mit einer Freundin nach Griechenland zu fliegen. Mitchells Europareise, die auch Frankreich und Spanien umfasste, war als Auszeit von ihrem zunehmenden Ruhm und Reichtum im Musikgeschäft gedacht. Nach ein paar Tagen in Athen reisten die beiden Freundinnen nach Kreta, mieteten ein Auto und fuhren nach Matala an der Südküste der Insel. Dort lernte Mitchell den rothaarigen Amerikaner Cary Raditz kennen, der als Koch im Café Mermaid (heute das Restaurant Petra & Votsalo) arbeitete.
In Matala schrieb Mitchell die erste Version von Carey zum 24. Geburtstag von Raditz. Nach rund zwei Monaten reisten sie und Raditz gemeinsam nach Athen, aber Mitchell flog dann allein nach Paris, wo sie California schrieb, in dem sie Raditz als „roten, roten Schurken“ bezeichnete. Nach ihrer Rückkehr in die USA stellte sie Carey mit anderen Songs für das Blue-Album fertig.
In den Songtexten finden sich zahlreiche Verweise auf das Dorf Matala und den Hippie-Lebensstil im Freien. Mitchell leitete häufig Live-Auftritte von Carey ein, indem sie Anekdoten über Raditz und ihre kretischen Abenteuer erzählte.
Im November 2014 veröffentlichte das Wall Street Journal Interviews von Marc Myers mit Mitchell und Raditz über die Hintergründe des Songs. Mitchell sagte, dass sie „sich an Cary klammerte, weil er wild zu sein schien und mir das Publikum vom Hals hielt... Ich genoss Carys Gesellschaft und seine Dreistigkeit....[er] war ein bisschen ein Schurke.“ Raditz sagte, dass sein „Stock“ in Wirklichkeit ein ausrangierter Hirtenstab gewesen sei, und kommentierte: „Ich mochte Joni sehr und wollte ihre Gesellschaft nicht verlieren. Aber wenn man unterwegs ist, weiß man, dass die Freundschaften, die man schließt, nur von kurzer Dauer sind. Das ist Teil der Erfahrung.“

## Aufnahme und Veröffentlichung
Während ihres Aufenthalts in Europa brachte sich Mitchell das Spielen des appalachischen Hackbretts bei, das in den folgenden Jahren zu einem Bestandteil ihres musikalischen Schaffens werden sollte. Das Hackbrett kam erstmals auf Blue und dort besonders bei Carey zum Einsatz, bei der auch Stephen Stills am Bass und an der akustischen Gitarre zu hören ist. Carey wurde als Single veröffentlicht, die am 4. September 1971 auf Platz 93 der Billboard-Charts kam und sich nur eine Woche lang hielt.
Der Song blieb einer der beständigsten und beliebtesten Songs von Mitchell.

## Alben
Carey ist auch auf zwei von Joni Mitchells Greatest-Hits-Alben erschienen – Hits (1996) und Dreamland: The Very Best of Joni Mitchell (2004).
Mitchell selbst hat eine andere Interpretation von Carey auf ihrem Live-Album Miles of Aisles (1974) gespielt. Diese Reggae/Ska-Version wurde von Stephen Davis im Rolling Stone kritisiert, der den Song als „ermordet“ bezeichnete.

## Cover-Versionen
1972 nahm die Schauspielerin Goldie Hawn ihre Version des Liedes für ihr Album Goldie auf. Beim Tribute-Konzert für Mitchell in New York im Jahr 2000 wurde das Lied von Cyndi Lauper gesungen. Carey wurde auch von Sara Gazarek und Kiki Dee gecovert.